# Actias mortoni
Actias mortoni är en fjärilsart som beskrevs av Watson 1893. Actias mortoni ingår i släktet månspinnare, och familjen påfågelspinnare. Inga underarter finns listade i Catalogue of Life.